# Subprefectures de la República Centreafricana

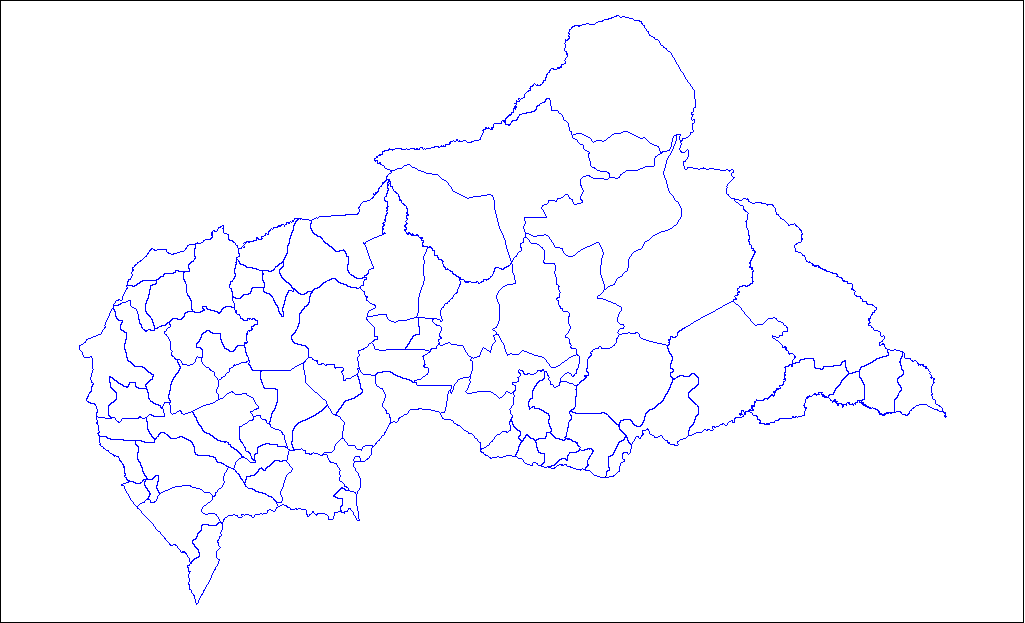
Subprefectures de la República Centreafricana

Les prefectures de la República Centreafricana estan dividides en 71 sub-prefectures (en francès: sous-préfectures). Les subprefectures estan llistades a continuació segons la prefectura a la qual pertanyen.

## Prefectura de Bamingui-Bangoran

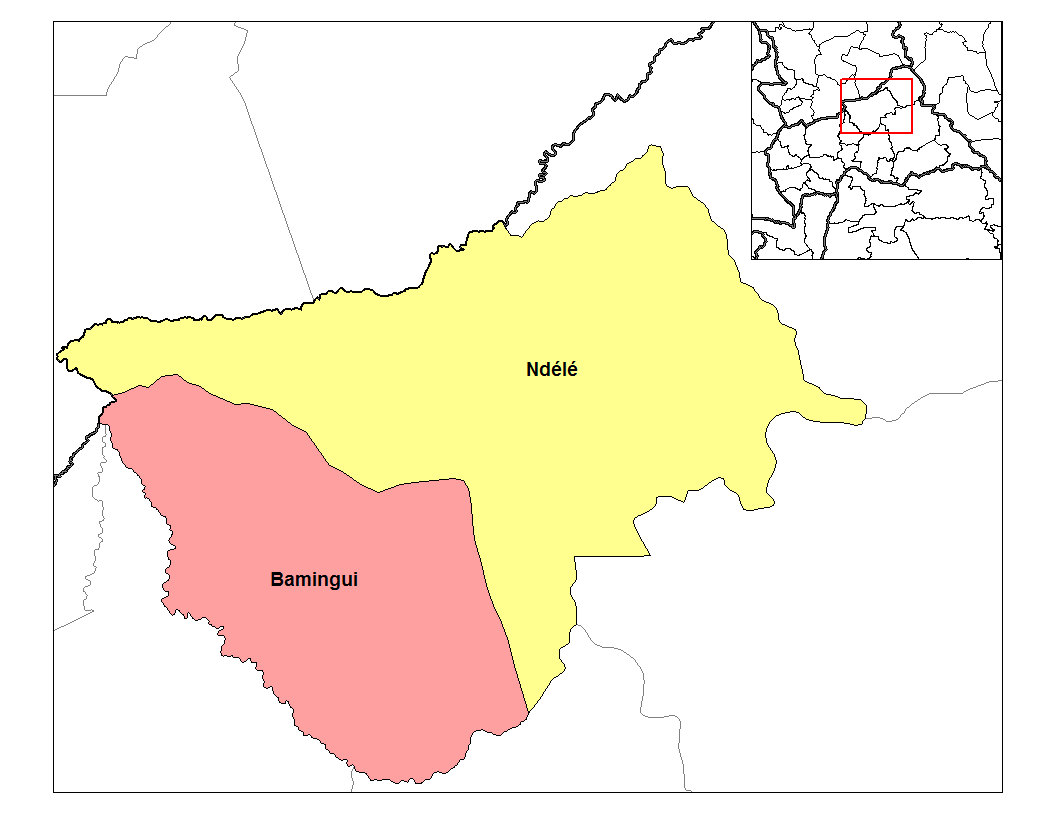
Subprefectures de Bamingui-Bangoran

- Bamingui
- Ndélé

## Ciutat autònoma de Bangui

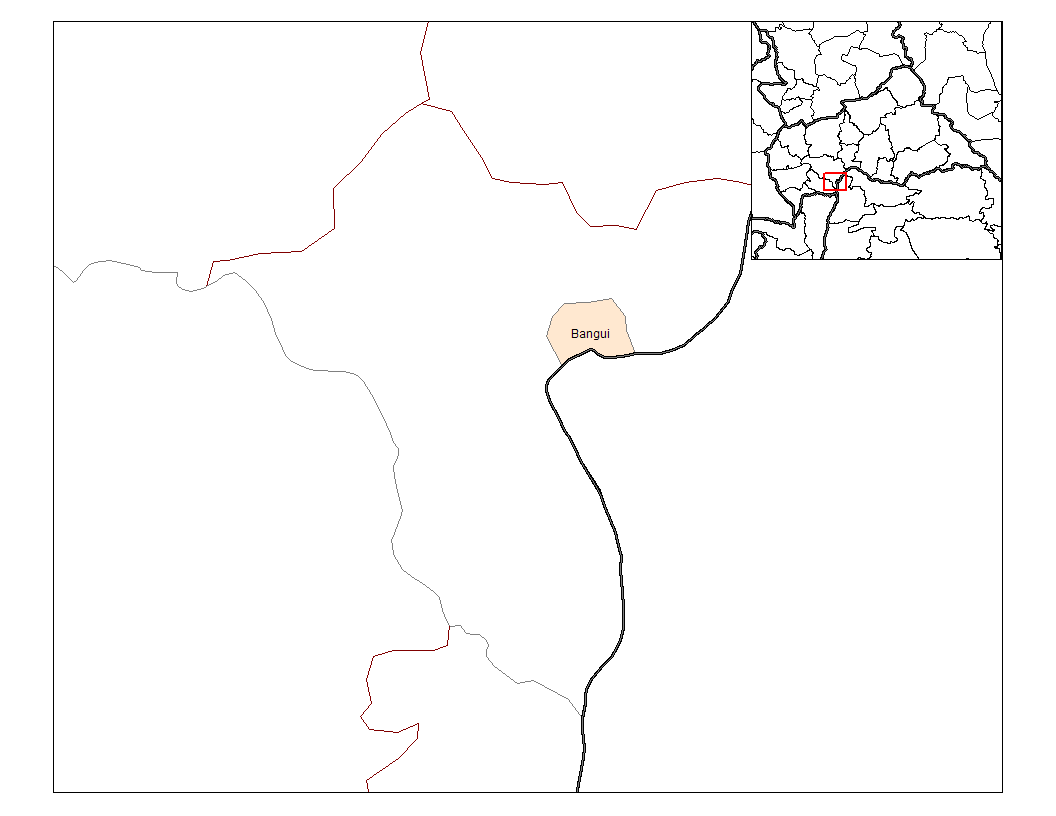
Ciutat de Bangui

- Bangui

## Prefectura de Basse-Kotto

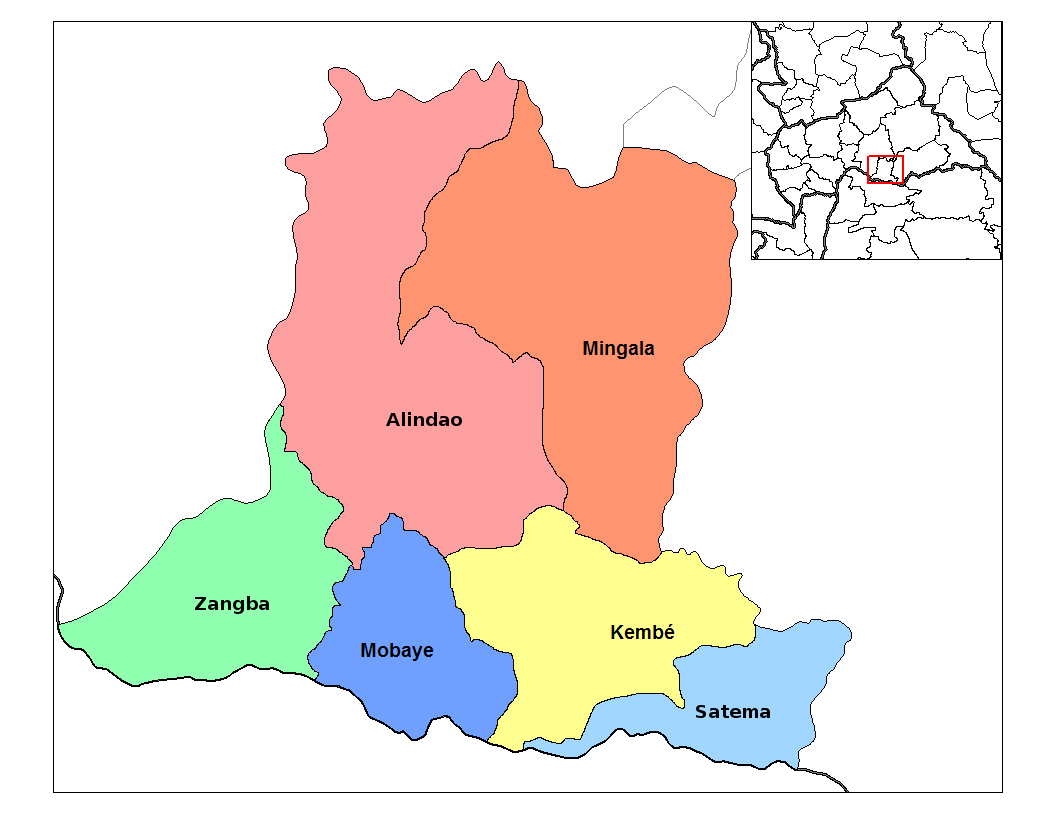
Subprefectures de Basse-Kotto

- Alindao
- Kembé
- Mingala
- Mobaye
- Satema
- Zangba

## Prefectura d'Haut-Mbomou

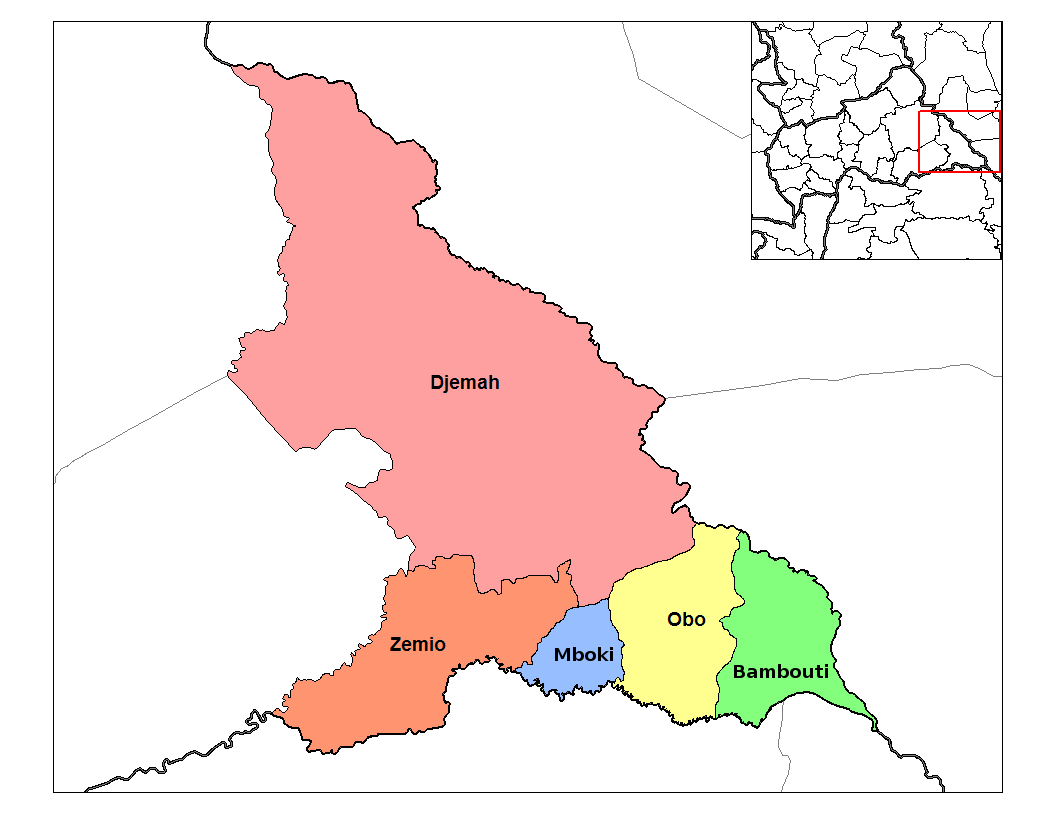
Subprefectures d'Haut-Mbomou

- Bambouti
- Djemah
- Obo
- Mboki
- Zemio

## Prefectura d'Haute-Kotto

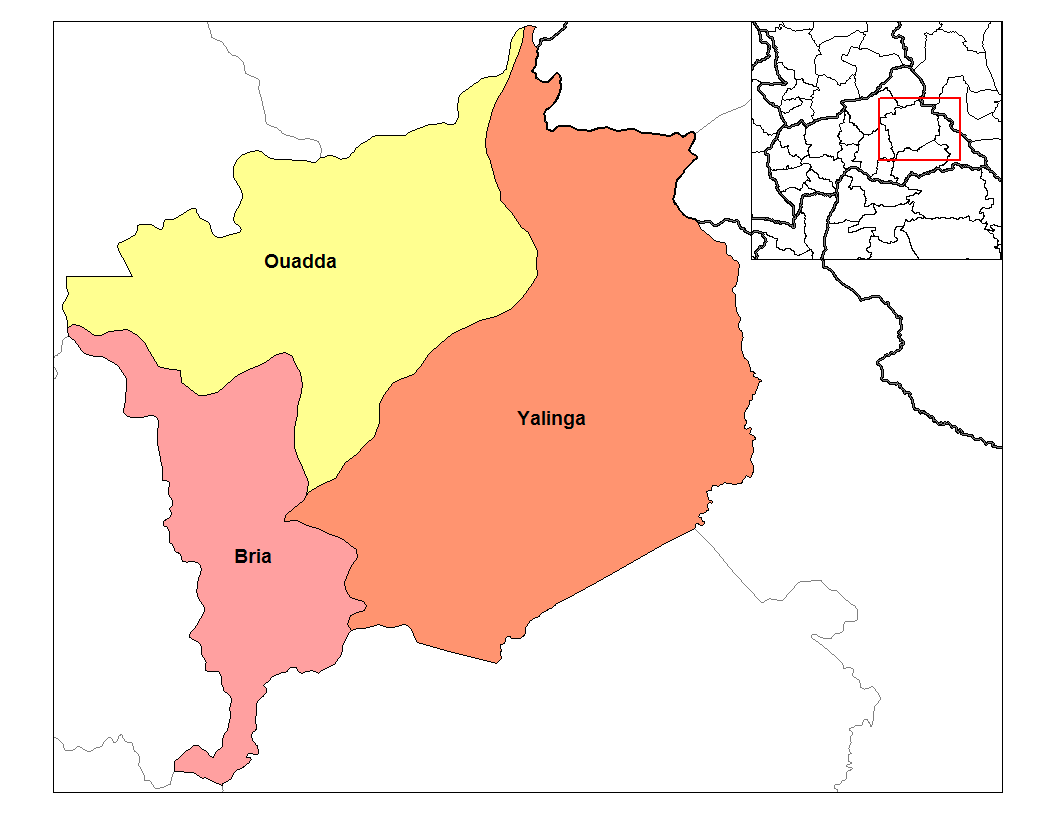
Subprefectures d'Haute-Kotto

- Bria
- Ouadda
- Yalinga

## Prefectura de Kémo

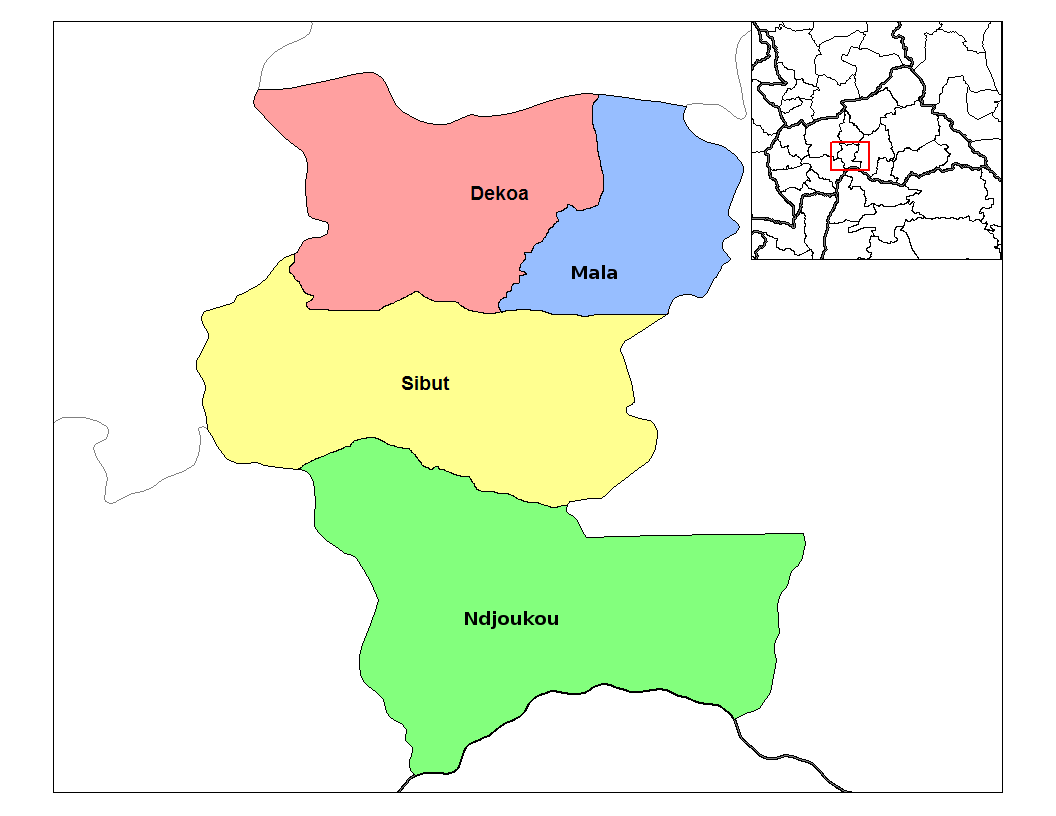
Subprefectures de Kemo

- Dekoa
- Mala
- Ndjoukou
- Sibut

## Prefectura de Lobaye

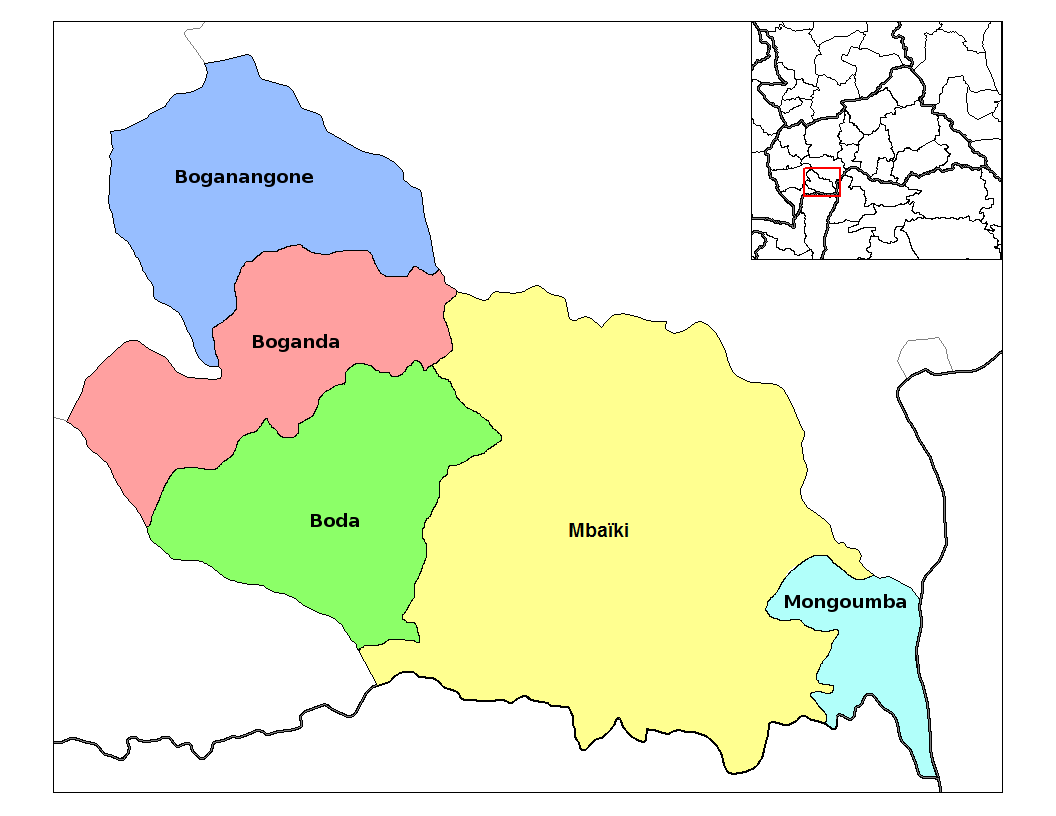
Subprefectures de Lobaye

- Boda
- Boganangone
- Boganda
- Mbaiki
- Mongoumba

## Prefectura de Mambéré-Kadéï

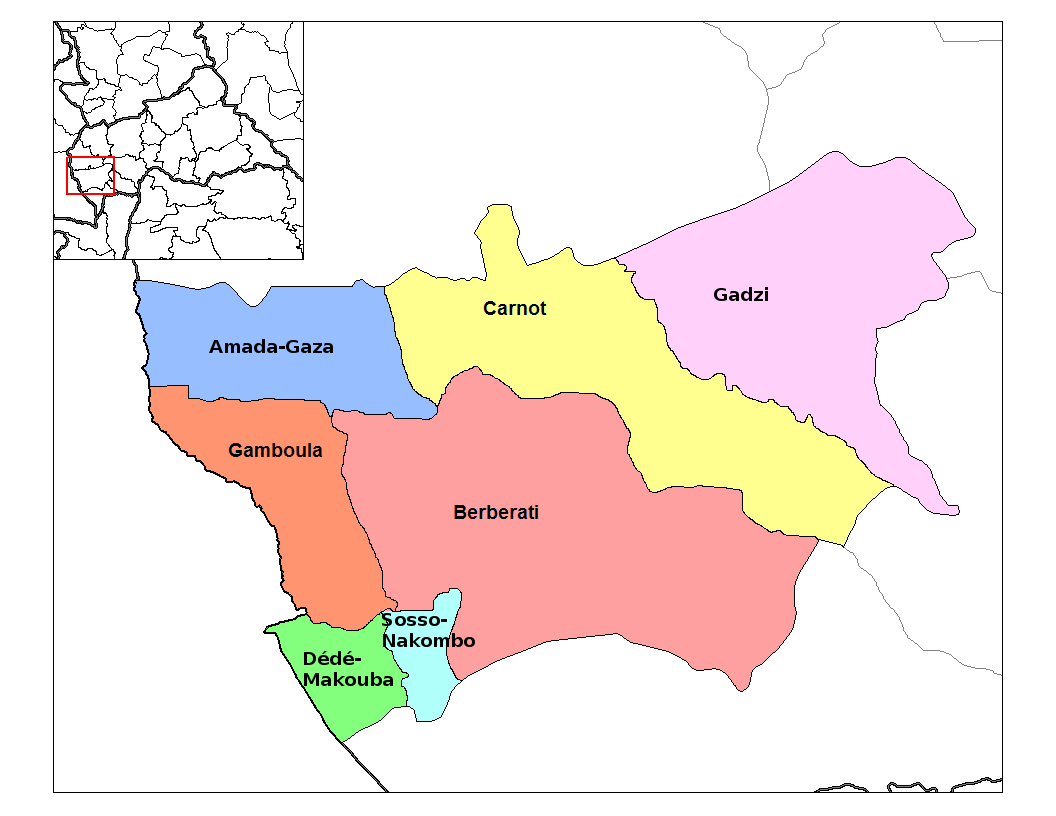
Subprefectures de Mambere-Kadei

- Amada-Gaza
- Berbérati
- Carnot
- Dede-Makouba
- Gamboula
- Gadzi
- Sosso-Nakombo

## Prefectura de Mbomou

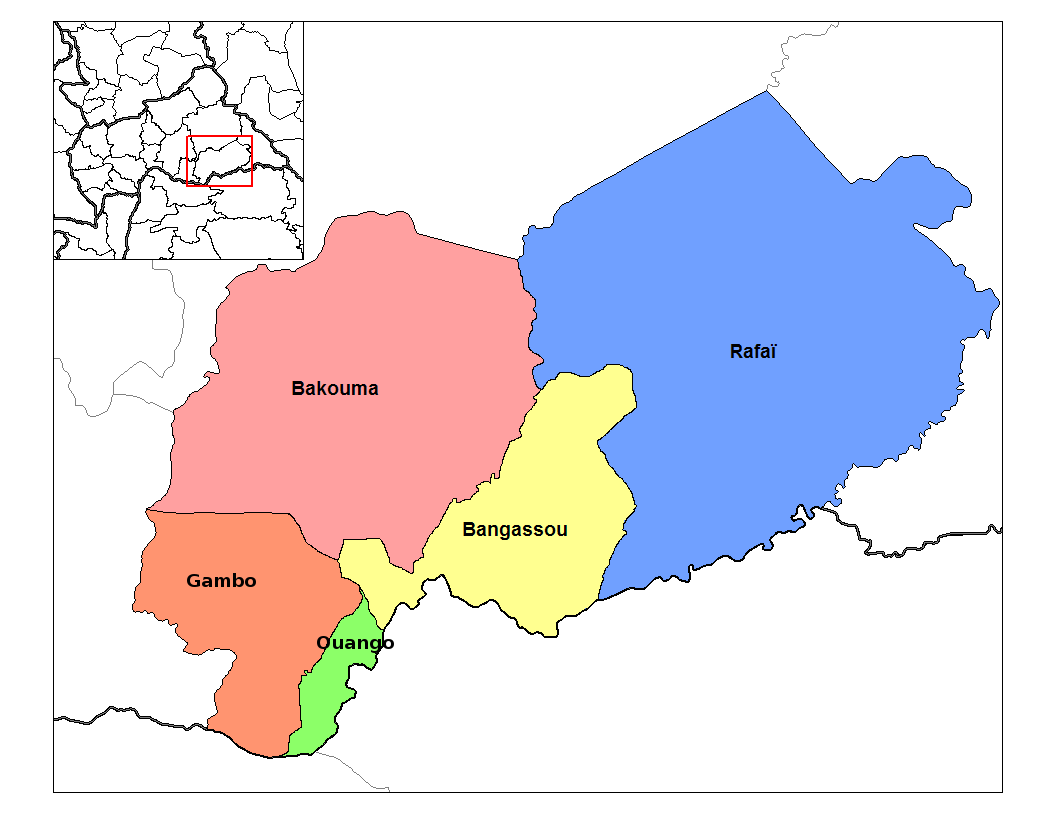
Subprefectures de Mbomou

- Bakouma
- Bangassou
- Gambo
- Ouango
- Rafai

## Prefectura econòmica de Nana-Grébizi

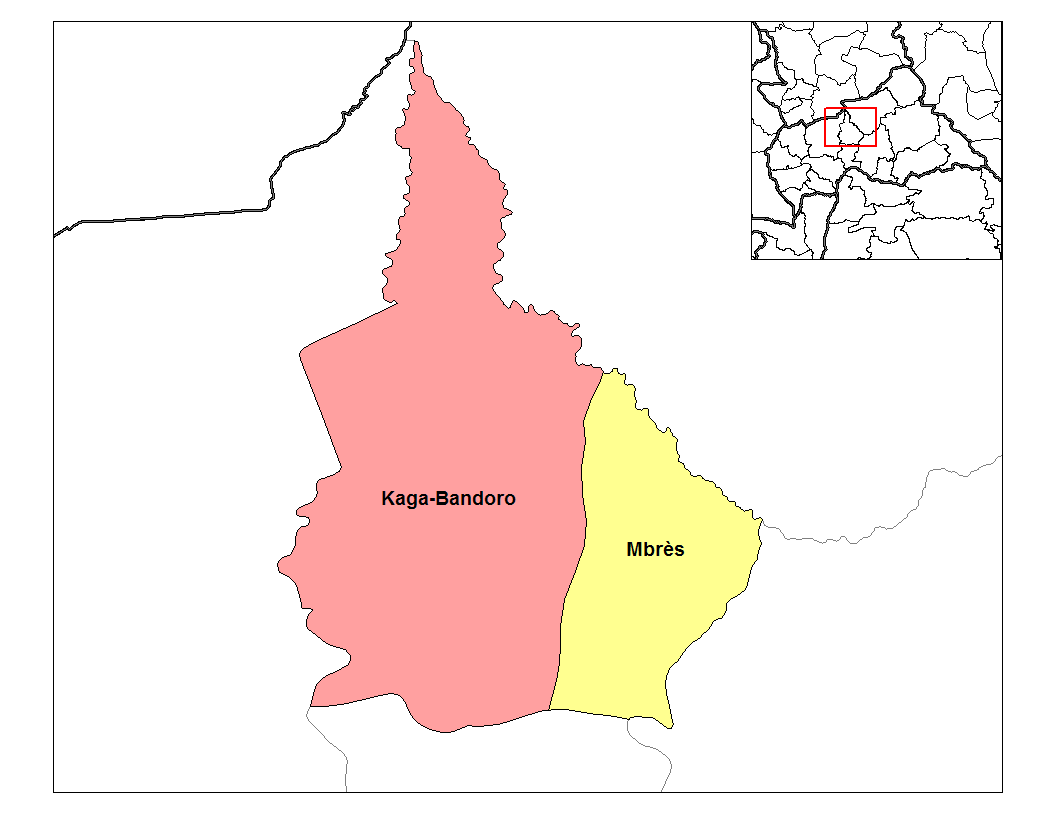
Subprefectures de Nana-Grebizi

- Kaga-Bandoro
- Mbrès

## Prefectura de Nana-Mambéré

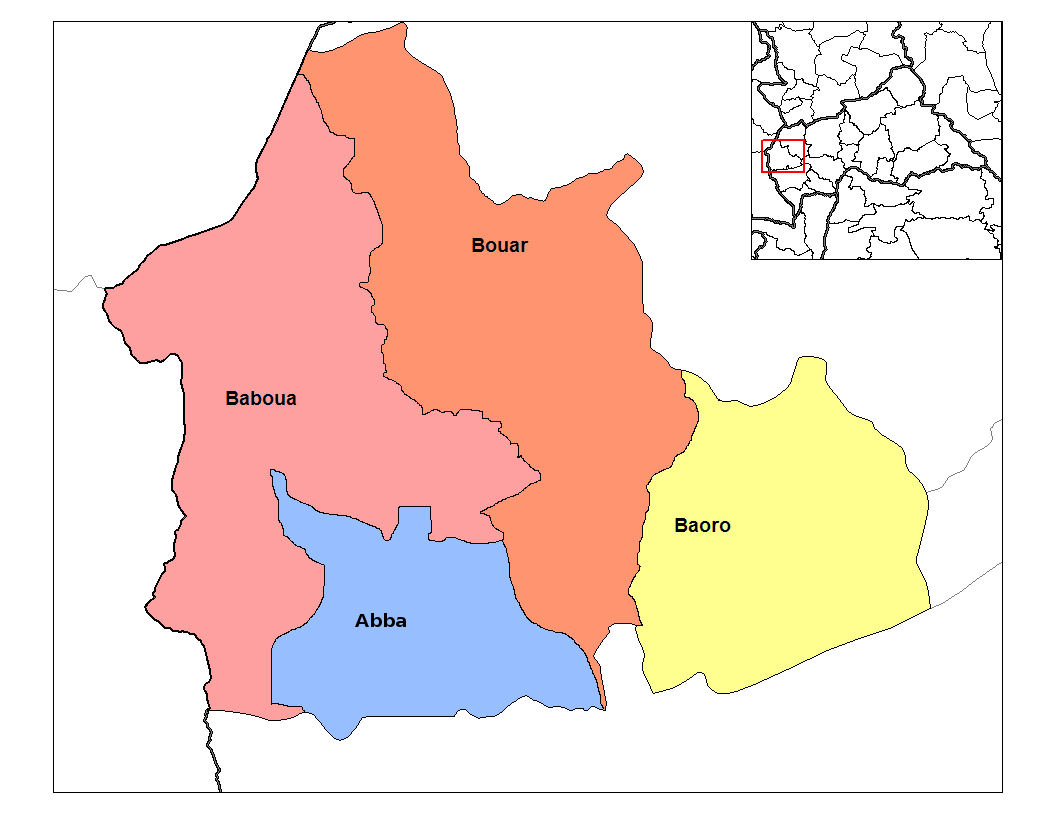
Subprefectures de Nana-Mambere

- Abba
- Baboua
- Baoro
- Bouar

## Prefectura d'Ombella-M'Poko

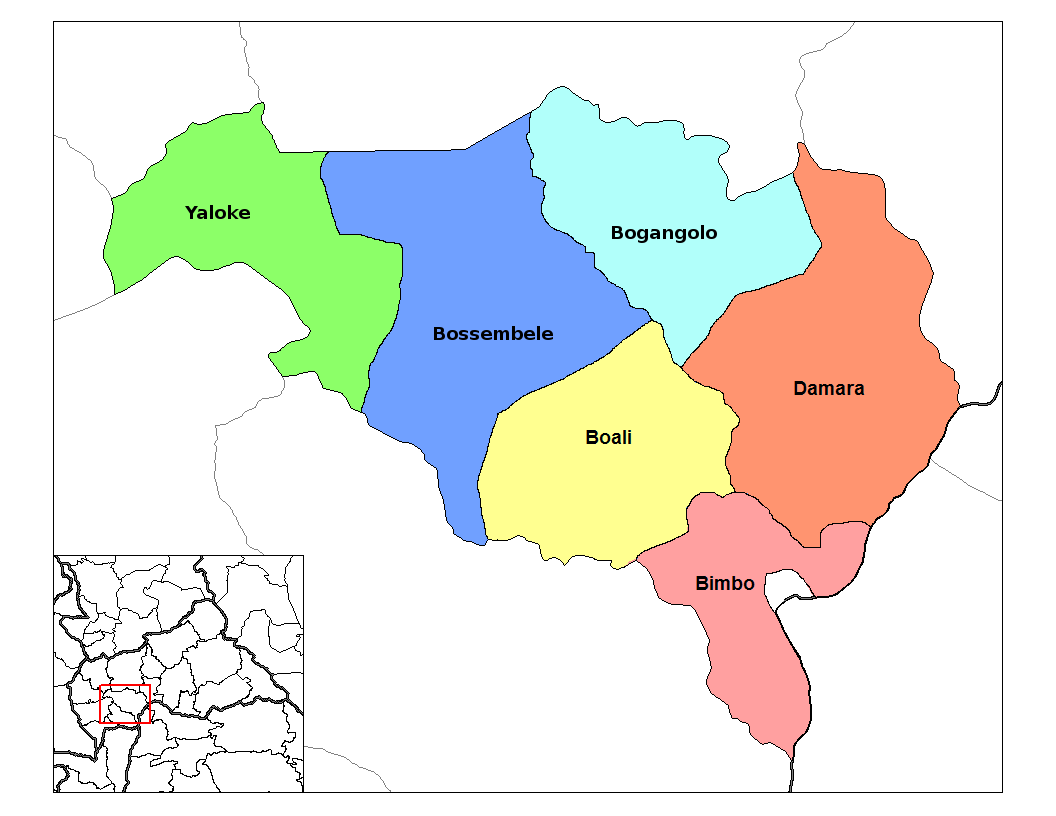
Subprefectures d'Ombella-M'Poko

- Bimbo
- Boali
- Bogangolo
- Bossembele
- Damara
- Yaloke

## Prefectura d'Ouaka

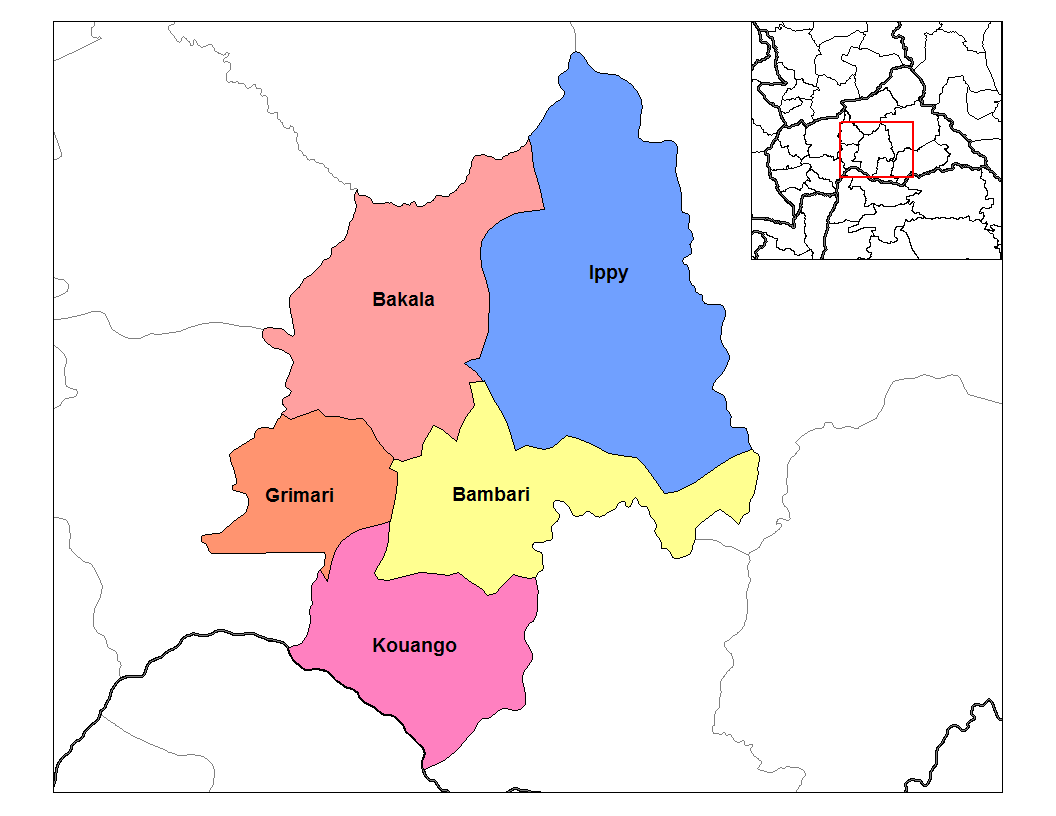
Subprefectures d'Ouaka

- Bakala
- Bambari
- Grimari
- Ippy
- Kouango

## Prefectura d'Ouham

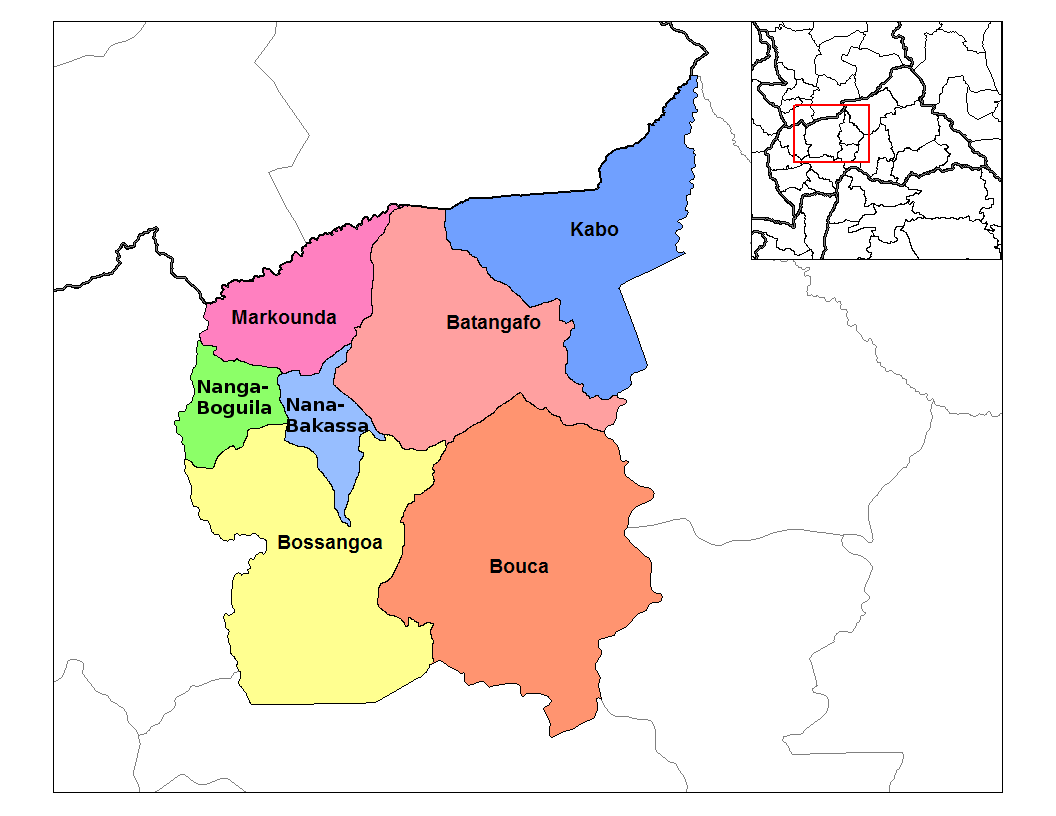
Subprefectures d'Ouham

- Batangafo
- Bossangoa
- Bouca
- Kabo
- Markounda
- Moyenne-Sido
- Nana-Bakassa
- Nanga Boguila

## Prefectura d'Ouham-Pendé

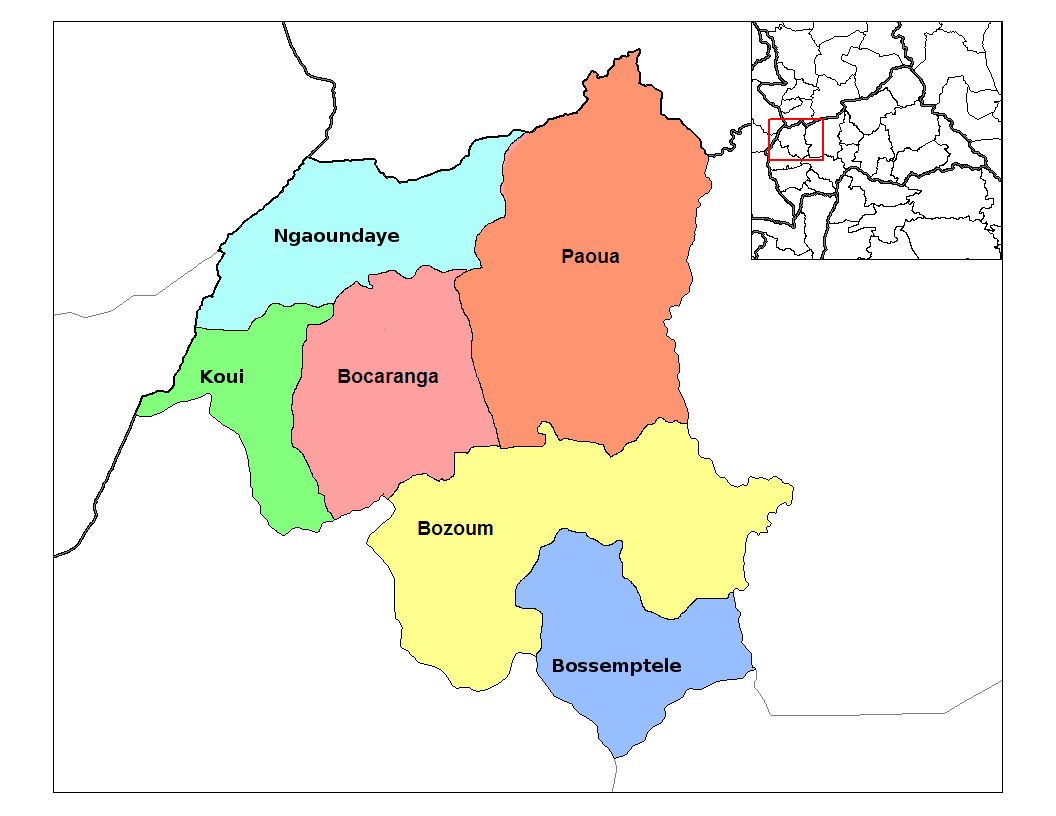
Subprefectures d'Ouham-Pende

- Bocaranga
- Bossemptélé
- Bozoum
- Koui
- Ngaoundaye
- Paoua

## Prefectura econòmica de Sangha-Mbaéré

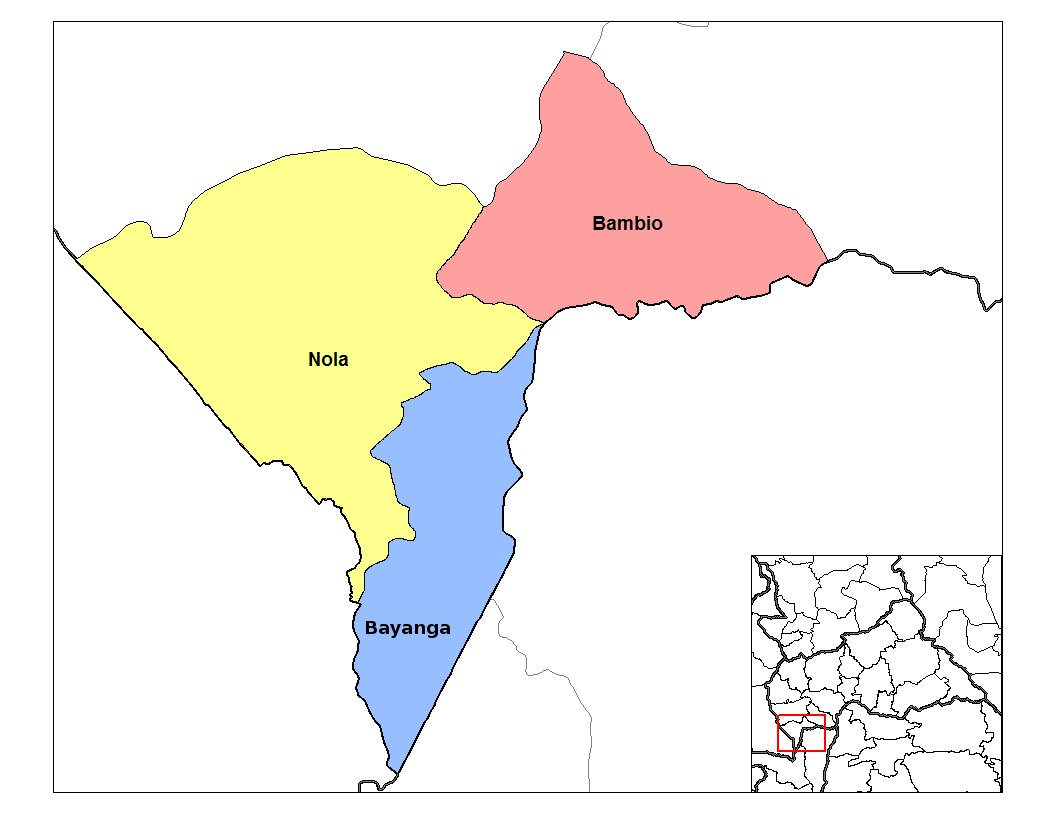
Subprefectures de Sangha-Mbaere

- Bambio
- Bayanga
- Nola

## Prefectura de Vakaga

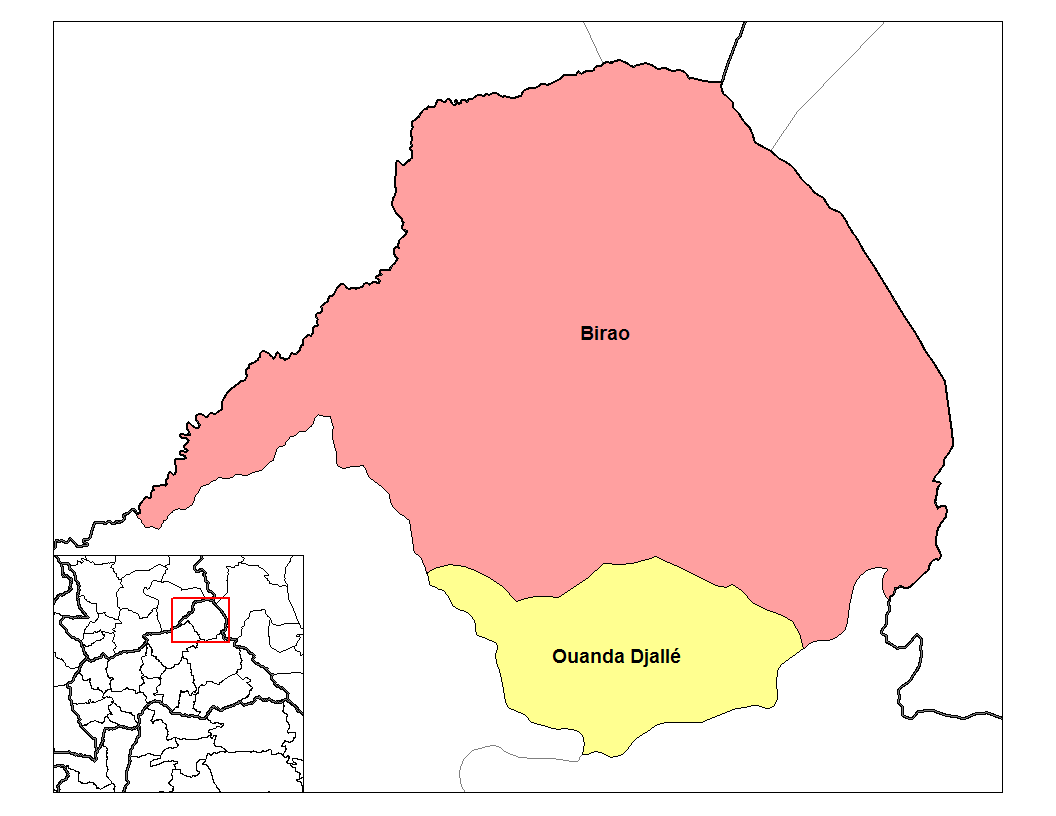
Subprefectures de Vakaga

- Birao
- Ouanda Djallé